# Мокотув (тюрьма)
Тюрьма Моко́тув (пол. Więzienie mokotowskie) — бывшая тюрьма, находившаяся в Варшаве, Польша на улице Раковецкой, 37. С 1 марта 2017 года полностью прекратила деятельность как место заключения. В помещениях бывшей тюрьмы создан Музей Проклятых Солдат и Политзаключённых ПНР. Во времена немецкой оккупации времён II Мировой войны и Народной Польской Республики в тюрьме содержались известные польские общественные и военные деятели.

## История
Тюрьма была построена российскими властями в 1904 году.
После захвата западной части Польши Германией в сентябре 1939 года тюрьма Мокотув использовалась немецкими оккупационными властями. 1 августа 1944 года, первый день Варшавского восстания польские повстанческие войска — солдаты 1-й штурмовой роты 4-го Мокотовского района Армии Крайовой предприняли неудачную попытку захватить тюрьму Мокотув. В ответ на эту неудачную атаку войска СС 2 августа 1944 года расстреляли в тюремном дворе около 600 заключённых. Перед лицом неминуемой гибели остальные заключённые подняли восстание и нескольким сотням заключённым удалось вырваться на свободу.
После освобождения Варшавы до марта 1945 года тюрьма находилась в ведении советской военной администрации, а затем передана польскому министерству общественной безопасности. В Мокотуве содержались многие польские политические заключённые. Казнённые политзаключённые тайно хоронились на кладбище села Служев (сегодня — варшавская дзельница Мокотув) и на варшавском военном кладбище Повонзки. Считается, что в это время в 1945-1956  г. число казнённых по приговору суда на всей территории Польши превышает 2800 человек, из них около 350 человек было казнено в Мокотуве.
1 марта 1951 года в Мокотуве были казнены 7 членов руководства подпольной вооружённой организации «Свобода и Независимость». День их казни по инициативе президента Института национальной памяти Януша Куртыки стал польским национальным Днём памяти «Проклятых Солдат».

## В настоящее время
К 2016 году тюрьма была рассчитана на 950 заключённых. В ней кроме общего находились отделение для особо опасных заключённых и отделение для заключённых с алкогольной зависимостью. Надзор над заключёнными осуществляли 404 служащих польского МВД. В 2016 году было принято решение о прекращении деятельности тюрьмы и организации в ей помещениях Музея Проклятых Солдат и Политзаключённых ПНР. Датой основания музея считается 29 февраля 2016 года. 1 марта 2017 года из тюрьмы был переведён последний заключённый. С 2020 года музей получил статус государственного, на период 2024—2030 годы запланирована реконструкция музея с бюджетом 466,3 млн. злотых (около 100 млн. евро).  